# Klyvbart material
Klyvbart eller fissilt material är material som har de egenskaper som krävs för att upprätthålla en nukleär kedjereaktion.
Materialet består således av ämnen, vars atomkärnor kan klyvas av termiska neutroner i en fissionsprocess, och kan vara till exempel uran-235 och -233, eller plutonium-239 och -241. Fissilt material är alltså material som kan användas som kärnbränsle eller i kärnvapen. 

## Fissilregeln
För ett grundämne med atomnummer Z: 90 ≤ Z ≤ 100, så gäller det, med få undantag, att dess isotoper med N neutroner är fissila om 2 × Z − N = 43 ± 2.